# Tetsuya Koishi
Tetsuya Koishi (født 21. september 1990) er en japansk professionel fodboldspiller.
Han har spillet for flere forskellige klubber i sin karriere, herunder Gainare Tottori.